# ディーン・ストックウェル
ディーン・ストックウェル（Dean Stockwell, 本名Robret Dean Stockwell, 1936年3月5日 - 2021年11月7日）は、アメリカの映画俳優。カリフォルニア州ロサンゼルス出身。父親は俳優のハリー・ストックウェル、母親は女優・歌手のニーナ・オリヴェット。兄のガイ・ストックウェルも俳優。元妻は女優のミリー・パーキンス。

## 来歴
ハリウッドで生まれ育つ。子役から俳優としてのキャリアをつみ、フレッド・アステアやフランク・シナトラらと親交を深め、思春期を過ごした。1947年にはグレゴリー・ペック主演の『紳士協定』でゴールデングローブ賞において特別子役賞を受賞している。しかし、子役スターは成人するとキャリアが伸びないというジンクスにはまったように30歳を過ぎるまでは低迷したものの、1970年代以降は個性派俳優としてTVドラマに多く出演し、デニス・ホッパー監督・主演の迷作『ラストムービー』（1971年）にも出演した。また、この不遇時代にはフィリピン映画『奴隷拳士/南海の大冒険』（1978年/日本版のVHSソフトのジャケットには1981年作品と偽っている）にスペイン人役で出演した。因みに、本作にはギルバート・ローランドやガイ・マティスン、ナンシー・クワンと言ったハリウッド俳優も共演していた。尚、『奴隷拳士～』では日本俳優で殺陣に定評ある時代劇俳優の田中浩とチャンバラでの見せ場がある。
積年のスランプから復調した80年代は『エレファント・マン』（1980年）等の鬼才、デーヴィッド・リンチ監督の『デューン/砂の惑星』（1984年）等の大作映画にも出演するようになった。特に『デューン/砂の惑星』で縁のあるデヴィッド・リンチ監督作品によく顔を出し、『ブルー・ベルベッド』ではなくてはならない薄気味の悪いキャラクターを演じ、メキシコを舞台にした賞金稼ぎ物『ブルー・イグアナ』（1987年）でも麻薬捜査官役で印象を残した。フランシス・コッポラが製作の『タッカー』（1988年）ではニューヨーク映画批評家協会賞の助演優賞、全米映画批評家協会賞の助演男優賞を受賞。更に同年公開のコミカルな映画『愛されちゃって、マフィア』ではアカデミー助演男優賞ノミネートになった他、各映画賞を受賞した。1989年『タイムマシーンにお願い』が大ヒット。のち同名でTVシリーズ化もされる。
90年代は、渋い中年男優として、アクション映画やサスペンス、SF映画などで刑事役、軍人役を演じることも多く、逞しい個性を活かしたキャラクターを得意としたトミー・リー・ジョーンズらと対極する存在で、出演のオファーが相次いだ。
代表的な主演作に『マック★10』、『スティーブン・キング/ランゴリアーズ』などがあげられる。

## 主な出演作品
| 公開年    | 邦題 原題                                                                        | 役名                               | 備考                               |
| --------- | -------------------------------------------------------------------------------- | ---------------------------------- | ---------------------------------- |
| 1945      | 錨を上げて Anchors Aweigh                                                        | ドナルド・マーティン               |                                    |
| 1946      | 育ちゆく年 The Green Years                                                       | ロバート・シャノン（少年時代）     |                                    |
| 1947      | 影なき男の息子 Song of the Thin Man                                              | ニック・チャールズ・Jr             |                                    |
| 1947      | 紳士協定 Gentleman's Agreement                                                   | トミー・グリーン                   |                                    |
| 1948      | 海の呼ぶ声 Deep Waters                                                           | ドニー・ミッチェル                 |                                    |
| 1948      | 緑色の髪の少年 The Boy With Green Hair                                           | ピーター・フライ                   |                                    |
| 1949      | 海の男 Down to the Sea in Ships                                                  | ジェド・ジョイ                     |                                    |
| 1949      | 秘密の花園 The Secret Garden                                                     | コリン                             |                                    |
| 1950      | 印度の放浪児 Kim                                                                 | キム                               |                                    |
| 1956      | 西部の三人兄弟 Gun for a Coward                                                  |                                    |                                    |
| 1959      | 強迫/ロープ殺人事件 Compulsion                                                   | ジャド・スタイナー                 |                                    |
| 1960      | 息子と恋人 Sons and Lovers                                                       | ポール                             |                                    |
| 1962      | 夜への長い旅路 Long Day's Journey Into Night                                     | エドモンド・タイロン               |                                    |
| 1962      | コンバット シーズン1 第31話 生きて還れない High Named Today                      | ロブ・ローソン                     | テレビシリーズ                     |
| 1965      | かもめの城 Rapture                                                               | ジョゼフ                           |                                    |
| 1967      | ジャック・ニコルソンの嵐の青春 Psych-Out                                         | デイヴ                             |                                    |
| 1970      | H・P・ラヴクラフトの ダンウィッチの怪 The Dunwich Horror                         | ウィルバー                         |                                    |
| 1971      | コンピューター殺人事件 Paper Man                                                 |                                    | テレビ映画                         |
| 1972      | 刑事コロンボ アリバイのダイヤル The Most Crucial Game                            | エリック・ワグナー                 | テレビ映画                         |
| 1973      | ワシントンの狼男 The Werewolf of Washington                                      | ジャック                           |                                    |
| 1975      | 刑事コロンボ 歌声の消えた海 Troubled Waters                                      | ロイド・ハリントン                 | テレビ映画                         |
| 1977      | トラックス Tracks                                                                | マーク                             |                                    |
| 1981      | ベイビー・ブローカー Born to Be Sold                                             | マーティ・ヘリック                 | テレビ映画                         |
| 1982      | シークレット・レンズ Wrong Is Right                                              | ハッカー                           |                                    |
| 1982      | ヒューマン・ハイウェイ Human Highway                                             | オットー・クォーツ                 |                                    |
| 1983      | アルシノとコンドル Alsino y el cóndor                                            | フランク                           |                                    |
| 1984      | パリ、テキサス Paris, Texas                                                      | ウォルト・ヘンダーソン             |                                    |
| 1984      | デューン/砂の惑星 Dune                                                           | ユエ・ウェリントン（公爵家の医師） |                                    |
| 1985      | 特捜刑事マイアミ・バイス Miami Vice                                              | ジャック・グレツキー               |                                    |
| 1985      | ビリージーンの伝説 The Legend of Billie Jean                                     | マルドア                           |                                    |
| 1985      | L.A.大捜査線/狼たちの街 To Live and Die in L.A.                                  | ボブ・グリムズ                     |                                    |
| 1986      | ブルーベルベット Blue Velvet                                                     | ベン                               |                                    |
| 1986      | ハイウェイチェイサー Banzai Runner                                               | ビリー・バクスター                 |                                    |
| 1987      | ビバリーヒルズ・コップ2 Beverly Hills Cop II                                     | チップ・ケイン                     |                                    |
| 1987      | キラー・ストレンジャー To Kill a Stranger                                        | ジョン・カーヴァー                 |                                    |
| 1987      | タイム・ガーディアン The Time Guardian                                           | 上司                               |                                    |
| 1988      | パレ・ロワイヤル Palais Royale                                                   | マイケル                           |                                    |
| 1988      | タッカー Tucker: The Man and His Dream                                           | ハワード・ヒューズ                 |                                    |
| 1988      | 愛されちゃって、マフィア Married to the Mob                                      | トニー“タイガー”・ルッソ           |                                    |
| 1989      | ラナウェイ・タイム Buying Time                                                   | ノヴァク                           |                                    |
| 1989      | ハートに火をつけて Catchfire                                                     | ジョン                             |                                    |
| 1989      | リミット・アップ/天使にご用心 Limit Up                                           | ピーター・オーク                   |                                    |
| 1989-1993 | タイムマシーンにお願い Quantum Leap                                              | アル                               | テレビシリーズ、97エピソードに出演 |
| 1990-1992 | キャプテン・プラネット Captain Planet and the Planeteers                         | デューク・ニューカム               | テレビアニメ、声の出演             |
| 1991      | サン・オブ・ザ・モーニング・スター/悲劇の将軍カスター Son of the Morning Star    | フィリップ・シェリダン             | テレビ映画                         |
| 1992      | ザ・プレイヤー The Player                                                        | アンディ                           |                                    |
| 1993      | ボナンザ・リターンズ Bonanza: The Return                                         | オーガスタス                       |                                    |
| 1994      | マック★10 In the Line of Duty: The Price of Vengeance                            | セールスマン                       |                                    |
| 1994      | 逃げる天使 Chaser                                                                | スティグ                           |                                    |
| 1995      | スティーブン・キング/ランゴリアーズ 'The Langoliers                              | ボブ・ジェンキンス                 | テレビ映画                         |
| 1996      | ミスター・クレイジー Mr. Wrong                                                   | ジャック                           |                                    |
| 1996      | ネイキッド・ソウル Naked Souls                                                   |                                    |                                    |
| 1996      | トワイライト・ストーカー Twilight Man                                            | ホリス                             | テレビ映画                         |
| 1996      | サイコ・テロリスト/連続爆弾魔 Unabomber: The True Story                          | ベン・ジェフリーズ                 | テレビ映画                         |
| 1997      | ホット・ネイビー/カリブ海イケイケ大作戦 McHale's Navy                            |                                    |                                    |
| 1997      | ストーカー/狂気の罠 Living in Peril                                              | ウィリアム                         |                                    |
| 1997      | エアフォース・ワン Air Force One                                                 | 国防長官ウォルター・ディーン       |                                    |
| 1997      | ファイナル・コンタクト The Shadow Men                                            | スタン・ミルズ                     |                                    |
| 1997      | レインメーカー The Rainmaker                                                     | ハーヴェイ・ヘイル判事             |                                    |
| 1999      | 弁護人 Restraining Order                                                         | チャーリー・メイソン               |                                    |
| 2000      | ブラッダ They Nest                                                               | ホッブス保安官                     | テレビ映画                         |
| 2000      | バットマン・ザ・フューチャー 蘇ったジョーカー Batman Beyond: Return of the Joker | ティム・ドレイク                   | ビデオアニメ、声の出演             |
| 2001      | CQ                                                                               | ドクター・バラード                 |                                    |
| 2001      | 戦争のはじめかた Buffalo Soldiers                                                | ランカスター将軍                   |                                    |
| 2002      | ファイアーウォール Inferno                                                       | ビル・クリンガー                   |                                    |
| 2002-2004 | 犯罪捜査官ネイビーファイル JAG                                                   | エドワード・シェフィールド         | テレビシリーズ、11エピソードに出演 |
| 2004      | クライシス・オブ・アメリカ The Manchurian Candidate                              | マーク・ホワイティング             |                                    |
| 2006-2009 | バトルスター・ギャラクティカ Battlestar Galactica                                | キャヴィル                         | テレビシリーズ、14エピソードに出演 |

## 参照
1. ↑  Dean Stockwell's Film Reference bio
2. ↑  Reiss, Al (November 28, 1977). “No Role Could Ever Match 'Anne Frank,' So Millie Perkins Retreated to Rural Oregon”. People 2017年7月6日閲覧。.